# Ulvhäll

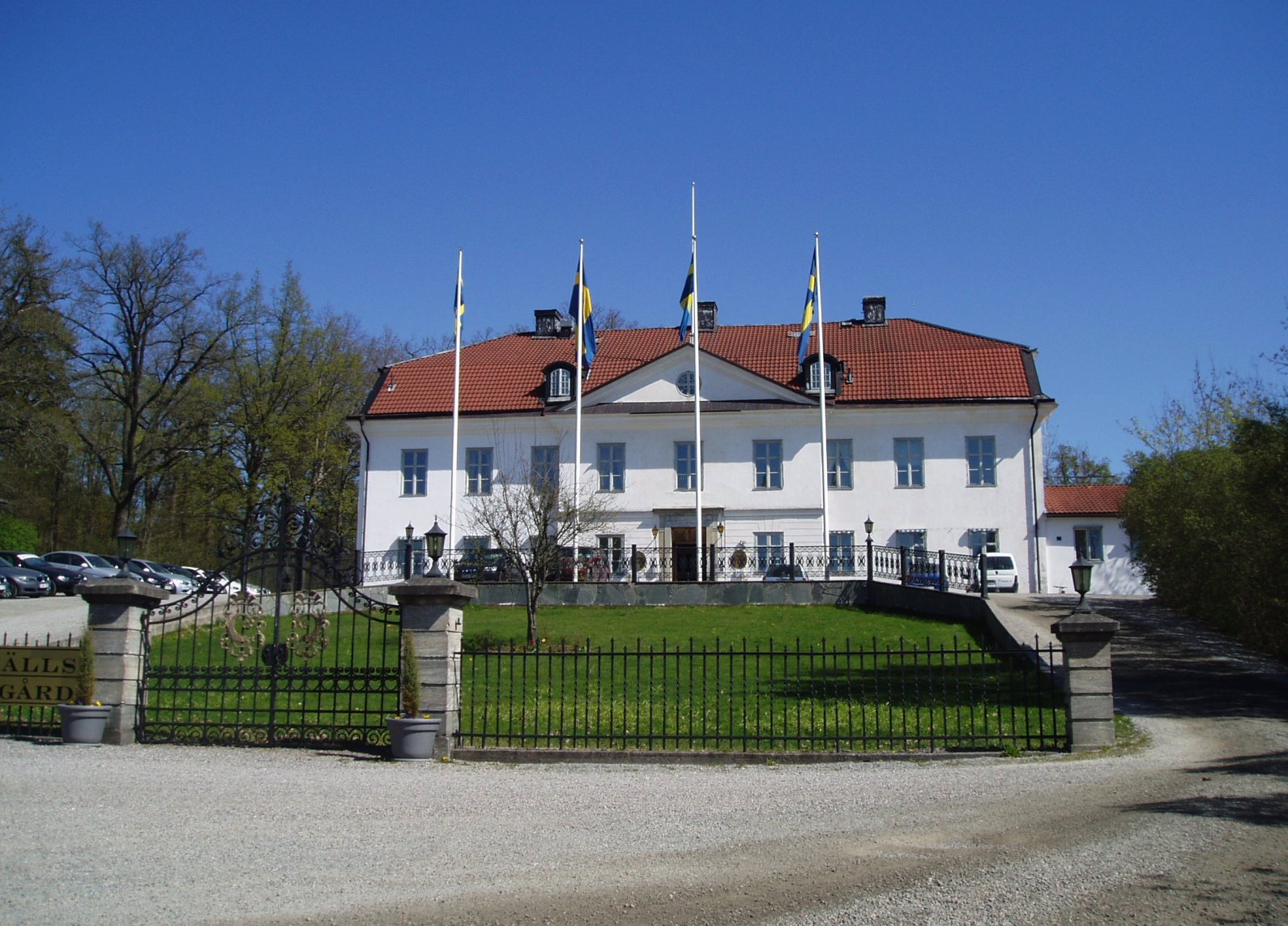
Ulvhälls herrgård, mangårdsbyggnaden.

Ulvhäll är en herrgård vid Mälaren i Strängnäs kommun. Huvudbyggnaden är ett tvåvånings stenhus från 1790-talet, uppfört av David af Sandebergs dotter Margareta och hennes man Carl Johan Gyllenborg.

## Historik
Ulvhäll har anor ända sedan vikingatiden. Det förekommer uppgifter om att Sankt Eskil under ett vilt blot stenades till döds på kullen bredvid nuvarande manbyggnad. Han var utsänd från England för att kristna de hedniska svenskarna. Under denna tid gick egendomen under namnet Finninge, som sedan under hela medeltiden var ett kyrkogods. Gustav Vasa tog över Finninge som kronogods. I början av 1600-talet förvärvades egendomen av biskopen, sedermera ärkebiskopen, Laurentius Paulinus Gothus. Laurentius son Johan Larsson Paulinus (död 1707) ärvde egendomen. Då han adlades till namnet Olivecrantz,  gav han gården namnet Olivehäll. 
Efter Johans död gick Olivehäll från ägare till ägare fram till 1782, då David af Sandeberg från Göteborg förvärvade gården. Denne hade adlats för sina insatser som delägare i Ostindiska kompaniet. Han överlät gården till dottern Margareta, som tillsammans med sin make Carl Johan Gyllenborg uppförde huvudbyggnaden under 1790-talet. Vid denna tidpunkt fanns redan de två gula flygelbyggnaderna, som byggts på 1600-talet. Då dessa uppfördes, var tanken att lägga en huvudbyggnad symmetriskt i förhållande till flyglarna bakom kullen för att skydda mot insyn från sjön. Vid slutet på 1700-talet var insynsskydd inte längre ett problem, utan byggnaden förlades till kullen med utsikt över segelfarleden in mot Strängnäs. Carl Johan Gyllenborg dog 1811 och sonen Carl Adolf David ärvde gården. Han dog barnlös 1863, varmed släkten Gyllenborg utslocknade.
Arvtagare blev greve Henning Hamilton. Under hans tid användes herrgården som lustgård, dit han tog sina vänner och levde livets glada dagar. Han sägs även ha sålt  mycket av byggnadens möblemang och konst till utlandet. Hamilton sålde gården efter en kort tid till Filip Mannerstråhle, som döpte om egendomen till Ulvhäll. 
Ägare från 1903 var Gunnar Philipson, som ägnade sig åt hästavel. År 1912 startade han en lantbruksskola på gården, vilken under 1940- och 50-talen drevs av Gösta Folkegård. Skolan hade omkring 50 elever för lantbruk och djurskötsel. Den stora vita byggnaden i parken byggdes om med lektionssalar och elevrum. Gunnar Philipsson kom att bli den sista ägaren av den intakta egendomen, som uppgick till 55 000 hektar[källa behövs]. Strängnäs växte, men Mälaren i norr, regementen i väster och bergen i söder begränsade stadens tillväxtmöjligheter. Ulvhäll, som låg öster om staden, utgjorde den bästa möjligheten för staden att växa. Gården såldes 1947 till Strängnäs stad.
Herrgårdsbyggnaden stod sedan tom fram till 1959, då Hugo Arnerud lät restaurera den. Han startade Ulvhälls värdshus 1962 och anställde en källarmästare, som drev herrgården som lunchställe och festvåning. Till 1977 drev Karin Runo Berg värdshuset. Det såldes till Elof Vennström, uppfinnare och ingenjör från Örebro, som ägde det en kort tid, tills Heidi Andersson tog över. Under 1980-talet ägdes Ulvhäll av norrmännen Svend Erik Lobben, Jonny Aakre och Svein Aakre. År 1991 tog Johan Edfeldt genom bolag över. År 2010 kom också Ola Ahlvarsson in som delägare. Ulvhälls drevs sedan fram till 2013 traditionellt vidare som hotell och restaurang. 
Efter att tre av husen byggts om till bostäder och upplåtits till Bostadsrättsföreningen Varghällen, har sedan Ulvhäll genomgått en omfattande renovering och hyrs idag ut till enskilda sällskap för möten, event och fester.

## Skulpturpark
År 2018 öppnades en skulpturpark på Ulvhäll efter initiativ av kuratorn Björn Noberg och i samarbete med Nordiska Konstförbundet. Det har byggts en 500 meter lång promenadslinga uppför det berg där en gång Sankt Eskil sägs ha bragts om livet.